# Michel Leblond
Michel Leblond (10 de maig de 1932 - 17 de desembre de 2009) fou un futbolista francès que jugava com a migcampista.
Jugador important del gran Stade de Reims de la dècada del 1950, té l'honor de ser la primera persona a marcar en una final de la Copa d'Europa de futbol: va jugar com a titular, i va marcar el primer gol, a la final de la Copa d'Europa de 1956, que el Madrid va guanyar 4-3 a l'Stade de Reims i que inauguraría una ratxa de cinc victòries consecutives dels madrilenys en aquesta competició. També va jugar com a titular la final de la Copa d'Europa de 1959, que l'Stade de Reims va perdre contra el Reial Madrid al Neckarstadion de Stuttgart, i que suposà la quarta Copa d'Europa consecutiva per als blancs.

## Selecció de França
Va formar part de l'equip francès a la Copa del Món de 1954. També va jugar amb França als Jocs Olímpics d'estiu de 1952.

## Palmarès
- Ligue 1: 1953, 1955, 1958, 1960
- Coupe de France: 1958